# Tsunami Benefit
Tsunami Benefit — спліт-сингл гуртів Napalm Death, The Haunted та Heaven Shall Burn, випущений 22 січня 2005 року після катастрофи у південній Азії. Було записано лише 1000 копій диску, з яких тільки 10 мають автографи всіх учасників усіх трьох колективів. Ці 10 копій були продані на аукціоні eBay і видані на добродійні цілі у південній Азії.

## Список композицій
| Napalm Death | Napalm Death                                           | Napalm Death |
| #            | Назва                                                  | Тривалість   |
| ------------ | ------------------------------------------------------ | ------------ |
| 1.           | «The Great and the Good» (feat. Jello Biafra - Vocals) | 4:12         |

| The Haunted | The Haunted | The Haunted |
| #           | Назва       | Тривалість  |
| ----------- | ----------- | ----------- |
| 2.          | «Smut King» | 3:09        |

| Heaven Shall Burn | Heaven Shall Burn                                                     | Heaven Shall Burn |
| #                 | Назва                                                                 | Тривалість        |
| ----------------- | --------------------------------------------------------------------- | ----------------- |
| 3.                | «Strassenkampf» (feat. Patrick Schleitzer - Lead guitar, lead vocals) | 2:03              |